# 長洲天満宮
長洲天満宮（ながすてんまんぐう）は、兵庫県尼崎市にある神社（天満宮）。菅公聖蹟二十五拝の1つ。(第13番)

## 祭神
- 菅原道真

## 歴史
神社に残る伝承として、その一つに菅原道真が藤原時平の陰謀により太宰府へ左遷される道中、道真は長洲の浦に舟待ちをしており、村人は道真より「人知れず移る涙は津の国の長洲と見えて袖とぞ朽ちぬる」の歌と自画像を賜った。村人は道真の没後に、その徳を慕って叢祠を建て画像を奉斎したのが創建の由来とされている。後世、領主が他に移封された折に画像を強いて持ち出したところ領主の周りで凶事が多く発生したことから、領主は祟りを恐れて画像を返却したという伝承もある。

## 境内

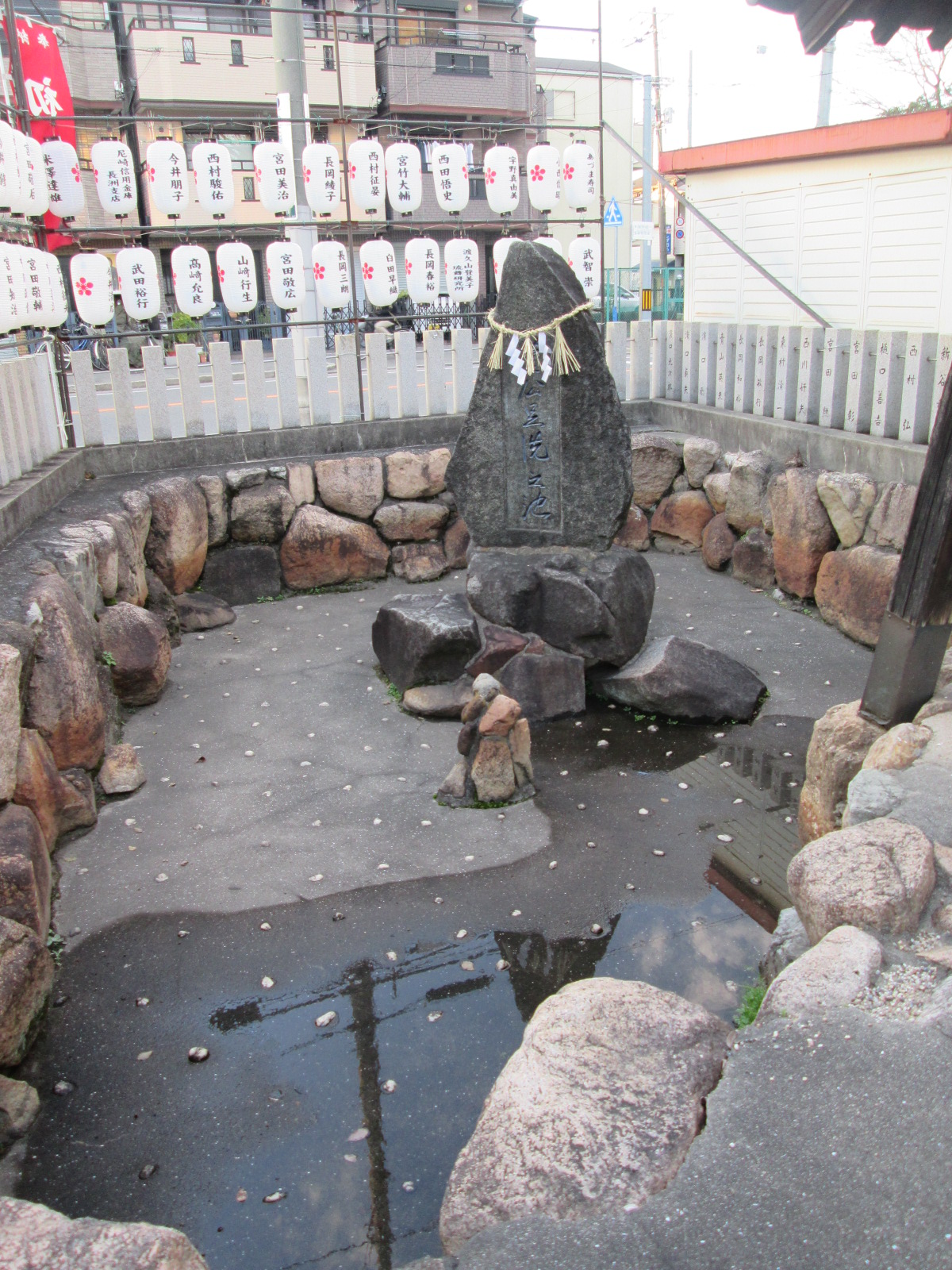
菅公足洗之池

### 菅公足洗之池
延喜元年、太宰府左遷により移動している最中、船で淀川を下り神崎川を経て大物が浦で潮待ちの為下船し、砂浜を長洲の里に向い散策している時、道真公の足元が砂で汚れたので、村の老婆が見かねて池の水で足を洗い清めた池と伝えられている。

## 文化財

### 重要文化財（県指定）
- 長洲天満神社本殿（附　棟札1枚）

棟札によって建築は1607（慶長12年)であることが判明しており、絵様も時代の特徴を反映していて桃山時代の特色を色濃く示している。身舎の桁行は106cm、梁間は97cmと神社の本殿としては小規模ながら木鼻をよく出しており、規模の大きい本殿と比較しても遜色のないものとなっている。建立年代が明らかな上、保存が良好であったため貴重な建築物として県の重要文化財に指定されている。

### 指定文化財（市指定）
長洲天満神社絵馬（附　奉納者名木札1枚）
文化財指定された絵馬・木札は、宝暦年間に覆屋を工事した際に本殿葺き替えの野地板に転用するために裁断されたものと考えられており、裁断された絵馬の断片と見られるもの93点から、図柄や形状から絵馬27面と奉納者名を連記した木札１枚に復元された。うち絵馬19面については1680年（延宝8年）から1741年（寛保元年）の間の奉納年月日が確認されている。市内では他にない17世紀の絵馬があり、野地板として外気に触れない形で残されていたことが幸いして当時の彩色がそのまま残されている点が貴重として市指定の文化財に指定されている。

## 現地情報
所在地
- 兵庫県尼崎市長洲本通3丁目5-1

交通アクセス
- 最寄駅：JR西日本尼崎駅下車後、徒歩約15分
- 最寄駅：阪神電車大物駅下車後、徒歩約14分